# Homaliodendron dentatum
Homaliodendron dentatum är en bladmossart som beskrevs av Fleischer 1906. Homaliodendron dentatum ingår i släktet Homaliodendron och familjen Neckeraceae. Inga underarter finns listade i Catalogue of Life.